# ويس هارت
ويس هارت (بالإنجليزية: Wes Hart)‏ (14 سبتمبر 1977 بهوليستير في الولايات المتحدة - ) هو لاعب كرة قدم أمريكي في مركز الدفاع. لعب مع سان خوسيه إيرثكويكس وكولورادو رابيدز وGeneration Adidas ‏.

## وصلات خارجية
- ويس هارت على موقع الدوري الأمريكي (الإنجليزية)
- ويس هارت على موقع قاعدة بيانات كرة القدم.إي يو (الإنجليزية)